# Liceo de Artes y Oficios de Río de Janeiro
El Liceo de Artes y Oficios de Río de Janeiro es una tradicional institución educativa ubicada en la ciudad de Río de Janeiro, Brasil. Su sede actual se ubica en la zona de la Praça XI en el centro de la ciudad.

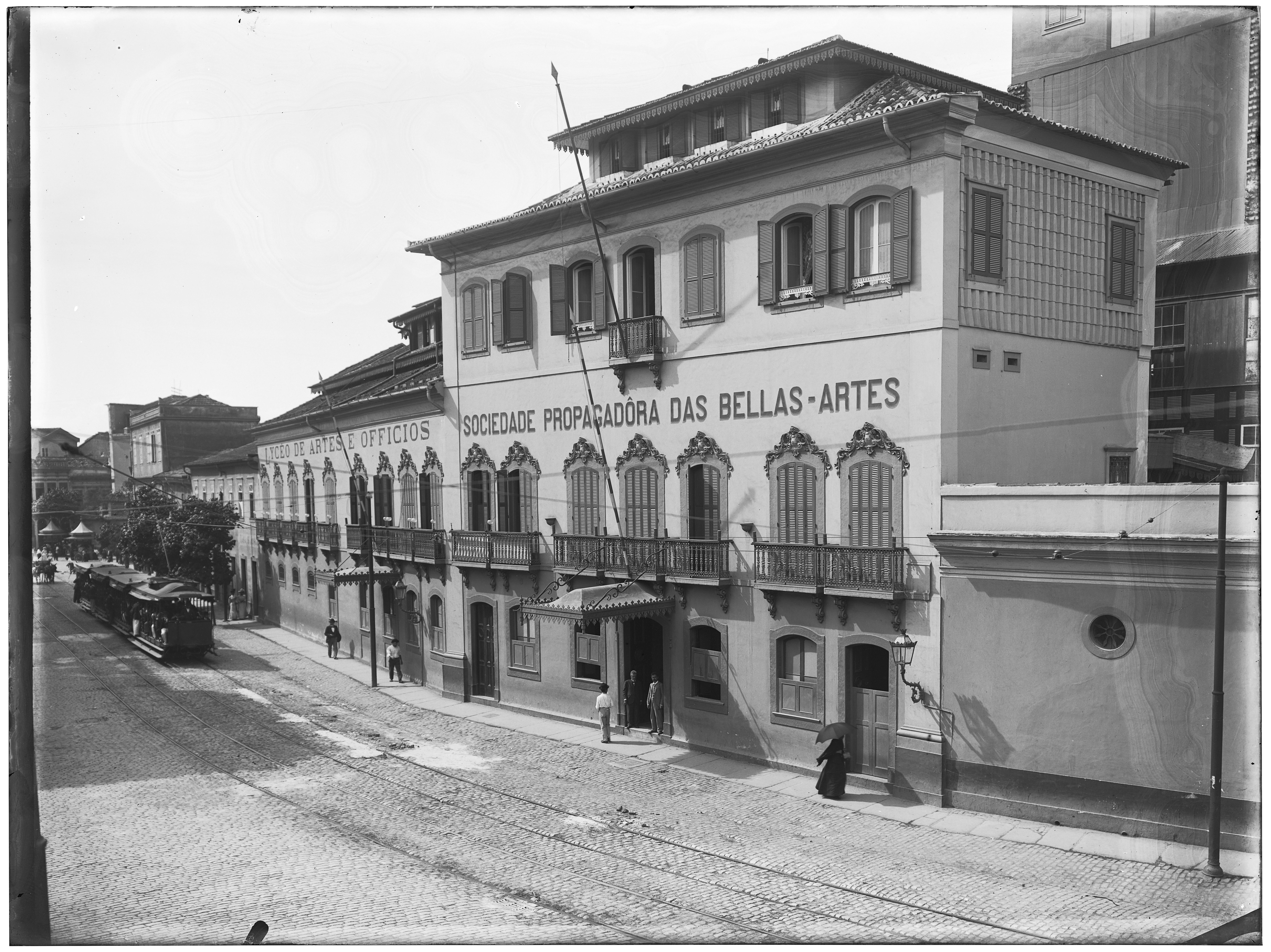
Liceo de Artes y Oficios entre 1885 y 1905.

Fue fundado en 1856 por el comendador Francisco Joaquim Béthencourt da Silva bajo el patrocinio de la Sociedade Propagadora das Belas Artes, con el fin de difundir la enseñanza de las bellas artes aplicadas a los oficios y la industria, y volcado especialmente a hombres de la clase obrera con la finalidad de desarrollar una sociedad industrial. Las mujeres sólo fueron admitidas en 1881. Además de las clases, en su estatuto de fundación ya se preveía la instalación de una biblioteca, la edición de una revista y la realización de exposiciones con los trabajos de los alumnos. El liceo fue la primera escuela brasileña en adoptar la enseñanza nocturna.
En el año 2022, debido a problemas financieros, anunció la suspensión de su rama de educación básica que incluye tanto la educación infantil como la enseñanza primaria, manteniendo sólo los cursos libres, la pos enseñanza media y la  alfabetización en turno nocturno.